# Omorgus insignicollis
Omorgus insignicollis is een keversoort uit de familie beenderknagers (Trogidae). De wetenschappelijke naam van de soort is voor het eerst geldig gepubliceerd in 1896 door Blackburn.